# Elias Stein (escaquista)
Elias Stein (5 de febrer de 1748, Forbach - 12 de setembre de 1812, La Haia) fou un mestre d'escacs neerlandès.
Nascut a la Lorena en una família jueva, posteriorment es va establir a la Haia.
És conegut en el món dels escacs per haver efectuat un estudi sistemàtic de la defensa holandesa, la qual recomanava com a millor resposta a 1.d4 al seu llibre Nouvel essai sur le jeu des échecs, avec des réflexions militaires relatives à ce jeu (1789). La seva biografia va ser escrita per F.W. von Mauvillon al llibre Anweisung zur Erlernung des Schachspiels (Essen, 1827).